# Václav Matyáš Hnojek z Kleefeldu
Václav Matyáš baron Hnojek z Kleefeldu (německy Wenzel Matthias Hnogek von Kleefeld) (23. února 1710 Kouřim – 16. dubna 1779 Maribor) byl císařský polní podmaršálek a Rytíř vojenského řádu Marie Terezie.

## Životopis
Narodil se v Kouřimi jako syn městského úředníka Václava Hnojka a jeho manželky Maximiliány. Svoji úspěšnou vojenskou kariéru zakončil ve Štýrsku. Do císařské armády vstoupil jako dobrovolník v roce 1731 a zúčastnil se války o rakouské dědictví. V roce 1750 se stal plukovníkem 2. banátského hraničního pěšího pluku, 12. března 1754 byl povýšen do rytířského stavu a v roce 1757 bránil v bitvě u Kolína obec Chotýš, která se nacházela před rakouskou frontou. V seznamech obětí z tohoto dne je mezi zraněnými uvedeno i jeho jméno. V tažení roku 1759 se Hnojek, který byl mezitím v roce 1758 povýšen na generálmajora, zúčastnil všech vojenských akcí v Sasku a vyznamenal se zejména v bitvě u Maxenu (20. listopadu). Na jaře roku 1760 zajal v oblasti Zwickau kapitána Froidevilla, pruského partyzána, který byl v Krušných horách velmi obávaný, přitom získal i šestiliberní dělo, 83 koní a 172 vozů naložených potravinami a 108 zajatců. V bitvě u Freibergu (15. října) velel předvoji, přičemž narazil na dva nepřátelské prapory, které napadl a porazil. Při této příležitosti ukořistil 3 prapory a 3 děla. V roce 1763 se stal polním podmaršálem a za své zásluhy v sedmileté válce obdržel 21. listopadu 1763 Vojenský řád Marie Terezie. Díky tomu také dosáhl povýšení na svobodného pána (barona), platnost titulu pro příbuzenstvo byla ale úředně zamítnuta. Do hodnosti polního zbrojmistra byl povýšen v roce 1770 již mimo aktivní službu, ve věku šedesáti let byl v roce 1773 penzionován.
Do výslužby odešel 6. ledna 1777 a o dva roky později zemřel ve štýrském Mariboru.